# Rio Comori
O Rio Comori é um rio da Romênia, afluente do Sas, localizado no distrito de Neamţ.